# Urna (Dark-Ambient-Projekt)
Urna ist ein Ritual-Industrial- und Dark-Ambient-Projekt aus San Giorgio a Cremano.

## Geschichte
Urna wurde 1998 als Soloprojekt des italienischen Musikers und Tätowierers Gianluca Martucci begründet. Mit dem Projekt verfolgt der Musiker ein Konzept der Verbindung von Postapokalyptik und Archaik. Veröffentlichungen des Projektes erschienen seither über Unternehmen wie Show Me Your Wounds Productions oder Old Europa Café. Angefangen mit dem als MC veröffentlichten Album Templum sub Terra über das Label Ordo Obscuri Domini. Zwei Jahre später folgte ein erneut über Orbo Obscuri Domini veröffentlichtes Split-Album mit Lesch Nyhan Sindrome. Ausgehend von dieser Veröffentlichung folgte eine Kooperation mit Slaughter Productions zwischen 2004 und 2005, wo Lares, Osireion und das Split-Album Stairs to Abyss mit Kranio erschienen. Nach dieser Phase blieb Urna nicht an ein Label gebunden und wechselte die Kooperationspartner. Auftritte wie beim Destination Morgue Festival in Rom im Jahr 2013 oder dem Tera Salvaria Ur Folk Event in St. Kassian 2014 nahm Martucci mit Urna gelegentlich wahr.

## Stil und Inhalt
Die Musik von Urna wird dem Dark Ambient und Ritual Industrial zugerechnet. Unter der Verwendung von folkloristischen Instrumenten, Klangcollagen, Feldaufnahmen und elektronischen Verfremdungen soll die Musik archaische Ideen von Mystik und Magie in die moderne Gegenwart des eigenen Wirkungszeitraums transferieren. Dabei gewinnt die Musik „einen dunklen, spirituellen Charakter, der tief in fernöstlichen Religionen und Okkultismus verwurzelt ist“. Die meist Klangcollagen variieren von kontemplativ meditativen Phasen über hypnotisch rhythmische bis zu solchen in Chaos und Raserei. Die perkussiven Elemente reichen von Stille über verstreute Einzelschlägen zu Tribal-Rhythmen.

## Diskografie (Auswahl)
- 1998: Templum sub Terra (MC, Ordo Obscuri Domini)
- 2000: Urna / Lesch Nyhan Sindrome – Hanebüchen (Split-MC, Ordo Obscuri Domini)
- 2003: Depression \ Lamiis (Split-Cd-R mir Djinn, Castlewood Organization)
- 2004: Lares (Album, Slaughter Productions)
- 2004: Stairs to Abyss (Split-Album mit Kranio Slaughter Productions)
- 2005: Osireion (Album, Slaughter Productions)
- 2005: Missadquumdahle (Kompilation, Abgurd Subdivision)
- 2008: Liber Lelle (Album, Abgurd)
- 2008: Aus dem Licht (Kollaboration mit Sindrome, Apocalyptic Radio)
- 2010: VII (Album, Skulls Of Heaven)
- 2010: Iseion (Album, Quartier23)
- 2011: Kosmikia (Album, Show Me Your Wounds Production)
- 2012: Larvae (MC-Album, Brave Mysteries)
- 2013: Dakhma (Album, Suicide autoproduzioni, Angst, Scorze Records)
- 2013: Nemeton (Album, Paradigms Recordings)
- 2013: L’Angolobuio (CDr/DVD, Custom Body Records)
- 2014: Arkaikon (Album, Pestilentiae Templum)
- 2014: Cauchemar (Album, Yerevan Tapes)
- 2015: Devours Me (Album, Mask of the Slave)
- 2015: Dead Deer Dream ‎(Album, III Arms)
- 2016: Bathory Legion (Kollaboration mit Ascetikon, Pestilentiae Templum)
- 2018: Enkoimesis (Kollaboration mit Holotrop, Qualia)
- 2018: La vecchia madre (Album, Old Europa Café)
- 2019: Osireion/Iseion (2xCD-R-Kompilation, Pestilentiae Templum)
- 2023: Cathedral inside me (MC-Album, DumpsterScore)